# シャーロット・インディペンデンス
シャーロット・インディペンデンス (英語: Charlotte Independence) はアメリカ合衆国・ノースカロライナ州シャーロットに本拠地を置くサッカークラブ。2024年現在USLリーグ1に所属している。

## 歴史
シャーロット・インディペンデンスは2014年に設立された。クラブはアマチュアリーグのUSLプレミアデベロップメントリーグ(PDL、現USLリーグ2)に移籍したシャーロット・イーグルスからプロフランチャイズ権を取得した。クラブ名はアメリカ独立宣言に先行する1775年に署名されたメクレンバーグ独立宣言に由来する。
設立当初はシャーロット市内のランブルウッド・スポーツ・コンプレックスをホームスタジアムとしていたが、2017年シーズンからはシャーロット郊外のマシューズに所在するスポーツプレックス・アット・マシューズに移転した。